# Trompo alimenticio
El trompo alimenticio o trompo de los alimentos es una versión venezolana
de la pirámide alimenticia, presentada en una campaña de Instituto Nacional de Nutrición del año 1993
Para reemplazar al viejo patrón de referencia, el trébol de los grupos básicos de alimentos, creado también por el Instituto Nacional de Nutrición y que se mantuvo vigente hasta 1993.
Se caracteriza por clasificar los 5 grupos de alimentos para ayudar a diferenciar uno a otro.

## Franjas de alimentos
El trompo de los alimentos es un modelo para ilustrar cómo se clasifican los alimentos según el tipo de nutrientes que cada tipo de alimento aporta. Está dividido en 5 franjas, cada una de las cuales indica, respectivamente: los carbohidratos complejos, las hortalizas y frutas, las proteínas, los azúcares, las grasas, el agua y la actividad física.

### Franja Amarilla
Carbohidratos: cereales, granos y tubérculos, que constituyen una fuente de energía indispensable para el trabajo, los estudios y la actividad física, pues suministran vitaminas del complejo B, calcio y fibra.

### Franja verde
frutas y verduras: hortalizas y frutas. Este grupo se caracteriza por contener vitamina A y b ; y algunos minerales importantes para el buen funcionamiento de nuestro organismo como la manzana,la remolacha,el apio, que nos ayudan a mejorar nuestro cuerpo humano

### Franja Azul
Proteínas: incluyen todos los derivados de la leche de vaca (queso y yogur), las carnes y los huevos; todos los alimentos necesarios. Contiene proteínas y calcio.

### Franja Gris
Azúcares: Comprendido por alimentos dulces como el azúcar, la miel, la panela, la leche de almendras y los  chocolates. Vitamina

### Franja Naranja
Grasas: En este grupo trata sobre las grasas como la mantequilla la  mayonesa entre otros tipos de grasas